# Гохшпаєр
Гохшпаєр (нім. Hochspeyer) — громада в Німеччині, розташована в землі Рейнланд-Пфальц. Входить до складу району Кайзерслаутерн. Складова частина об'єднання громад Енкенбах-Альзенборн.
Площа — 22,72 км2. Населення становить 4622 ос. (станом на 31 грудня 2020).

## Галерея

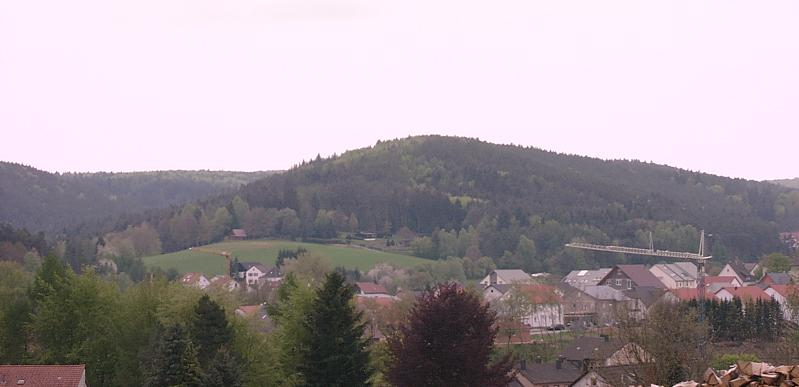
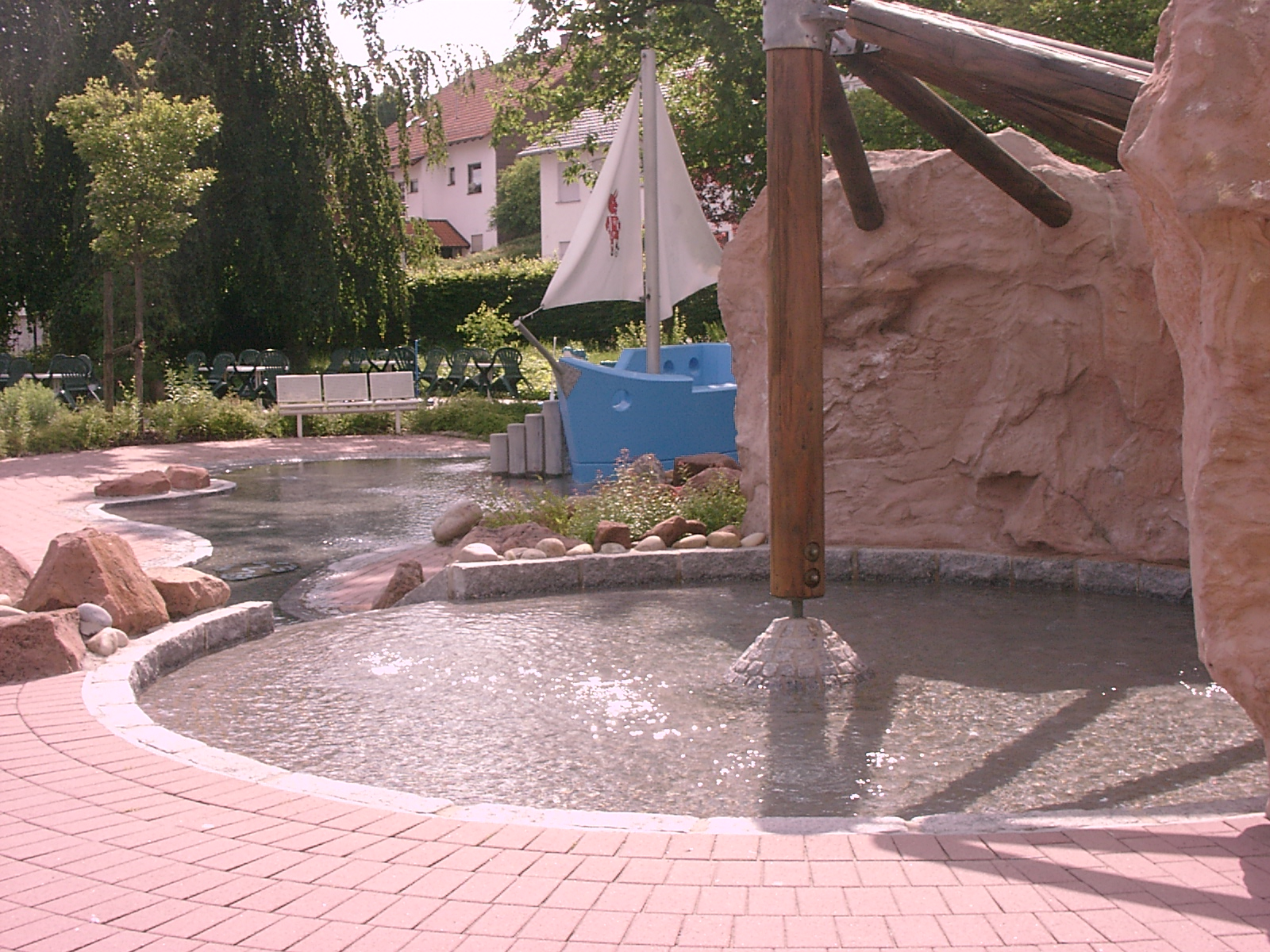
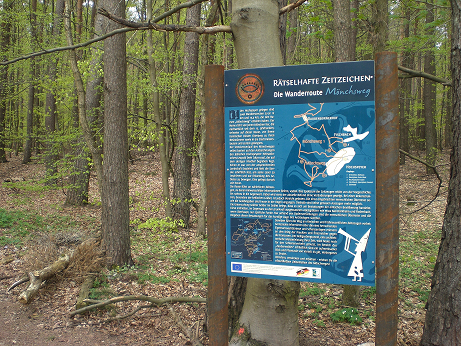